# Hierodula ingens
Hierodula ingens är en bönsyrseart som beskrevs av Werner 1911. Hierodula ingens ingår i släktet Hierodula och familjen Mantidae. Inga underarter finns listade i Catalogue of Life.